# Picobiinae
Picobiinae – podrodzina roztoczy z rzędu Trombidiformes i rodziny dutkowców. Są to obligatoryjne pasożyty ptaków, żyjące w dutkach ich piór.

## Morfologia
Roztocze o wydłużonym, robakowatym, ubarwionym mlecznobiało ciele. Występuje silnie zaznaczony dymorfizm płciowy oraz polimorfizm samic w formie fizyogastrii. Samce są bardziej krępej budowy i osiągają od 300 do 650 μm długości. Samice formy typowej są bardziej wydłużone i osiągają od 380 do 800 μm długości. Samice fizyogastryczne mają hysterosomę silnie wydłużoną, bulwiastą lub paletkowato rozdętą i osiągają od 500 do 1905 μm długości. Fizyogastria jest u nich adaptacją pozwalającą złożyć 2 lub 3 bardzo duże jaja, a nie jak u większości stawonogów pozwalającą składać duże ilości małych jaj.
Gnatosoma jest wydłużona,  w rostralnej części styloforu zaopatrzona w perytremy o kształcie litery „M”, „V” lub „U”. Hypostom u samców ma zawsze gładki wierzchołek i pozbawiony jest zębów bocznych, podczas gdy u samic może on być zaopatrzony w takowe zęby i w jedną parę guzków na szczycie. Na gnatosomie osadzone są szczękoczułki i nogogłaszczki. Szczękoczułki samic mają palec ruchomy o szczycie sztyletowatym lub harpunowatym (ząbkowanym), zaś samców zawsze sztyletowatym. Nogogłaszczki cechuje ścięty wierzchołek stopogolenia.
Na wierzchu propodosomy leży całobrzega lub wzdłużnie podzielona tarczka prodorsalna (propodonotalna) i 6 par szczecinek, które u samca są zawsze gładkie, a u samicy mogą być ornamentowane. Na grzbietowej stronie hysterosomy (hysteronotum) u samca występuje tarczka hysterosomalna (hysteronotalna) niezlana z tarczką pygidialną, natomiast u samicy tarczki hysteronotalnej, a czasem także pygidialnej brak zupełnie.  Hysteronotum samca ma 5, a samicy 7 par szczecinek. Szczecinek genitalnych u samca są 2 pary, podczas gdy u samicy występuje 1 para lub brak ich zupełnie. Szczecinki pseudanalne u obu płci występują w liczbie 2 par. Szczecinek aggenitalnych są 2 pary u samca oraz 3 pary u samicy. Szczecinki na odnóżach są gładkie. Szczecinki proralne (p’, p”) na stopach są pręcikowate.

## Biologia i ekologia
Wszyscy przedstawiciele rodziny są obligatoryjnymi pasożytami zewnętrznymi ptaków. Bytują wewnątrz dutek ich piór. Żerują na płynie tkankowym, przebijając w tym celu ścianę dutki swymi sztyletowatymi lub harpunowatymi palcami ruchomymi szczękoczułków. Najczęściej bytują w lotkach, ale w przeciwieństwie do Syringophilinae spotykane są także dutkach opierzenia ciała. Obie płcie przechodzą w rozwoju przez stadia larwy, protonimfy i tritonimfy. Rozwój i rozród odbywa się wewnątrz dutki. Samce spędzają w niej całe życie. Tylko dorosłe, zapłodnione samice opuszczają swoją dutkę celem zajęcia nowych.

## Taksonomia
Rodzina Syringophilidae wprowadzona została w 1953 roku przez Michela M.J. Lavoipierre’a, a potem niezależnie przez Wsiewołoda Dubinina w 1957 roku. Podziału tejże rodziny na dwie podrodziny: Syringophilinae i Picobiinae dokonali w 1973 roku Donald E. Johnston oraz John Kethley. Pierwszej, morfologicznej, analizy filogenetycznej dutkowców dokonali w 2013 roku Maciej Skoracki, Eliza Głowska i Andre Bochkov. O ile Picobiinae w jej wynikach były monofiletyczne, tak Syringophilinae okazały się parafiletyczne ich względem. Nie zrezygnowano jednak w późniejszych publikacjach z wyróżniania Syringophilinae.
Do podrodziny tej zalicza się następujące rodzaje:
- Calamincola Casto, 1978
- Charadriineopicobia Skoracki, Spicer et OConnor
- Columbiphilus Kivganov et Sharafat
- Gunabopicobia Skoracki et Hromada
- Lawrencipicobia Skoracki et Hromada
- Neopicobia Skoracki, 2011
- Phipicobia Glowska et Schmidt
- Pipicobia Glowska et Schmidt
- Picobia Haller, 1878
- Pseudopicobia Skoracki, Scibek et Sikora
- Rafapicobia Skoracki, 2011